# Mistrzostwa Świata w Piłce Ręcznej Kobiet 1957
I mistrzostwa świata w piłce ręcznej kobiet w hali rozegrano w 1957 r. w Jugosławii. Pierwszymi mistrzyniami świata zostały Czechosłowaczki.

## I runda

### Grupa A

#### Mecze
| Austria | 3:1 | Rumunia |
| Dania   | 6:1 | Rumunia |
| Dania   | 9:4 | Austria |

#### Tabela
| Poz | Kraj    | Pkt | BZ | BS | BB  |
| --- | ------- | --- | -- | -- | --- |
| 1   | Dania   | 4   | 15 | 5  | +10 |
| 2   | Austria | 2   | 7  | 10 | -3  |
| 3   | Rumunia | 0   | 2  | 9  | -7  |

### Grupa B

#### Mecze
| Węgry          | 9:2 | Szwecja |
| Czechosłowacja | 8:4 | Węgry   |
| Czechosłowacja | 5:4 | Szwecja |

#### Tabela
| Poz | Kraj           | Pkt | BZ | BS | BB |
| --- | -------------- | --- | -- | -- | -- |
| 1   | Czechosłowacja | 4   | 13 | 8  | +5 |
| 2   | Węgry          | 2   | 13 | 10 | +3 |
| 3   | Szwecja        | 0   | 6  | 14 | -8 |

### Grupa C

#### Mecze
| Jugosławia | 11:3 | Polska |
| RFN        | 7:4  | Polska |
| Jugosławia | 7:6  | RFN    |

#### Tabela
| Poz | Kraj       | Pkt | BZ | BS | BB  |
| --- | ---------- | --- | -- | -- | --- |
| 1   | Jugosławia | 4   | 18 | 9  | +9  |
| 2   | RFN        | 2   | 13 | 11 | +2  |
| 3   | Polska     | 0   | 7  | 18 | -11 |

## II runda

### Grupa I

#### Mecze
| Węgry      | 10:4 | Jugosławia |
| Węgry      | 5:5  | Dania      |
| Jugosławia | 10:7 | Dania      |

#### Tabela
| Poz | Kraj       | Pkt | BZ | BS | BB |
| --- | ---------- | --- | -- | -- | -- |
| 1   | Węgry      | 3   | 15 | 9  | +6 |
| 2   | Jugosławia | 2   | 14 | 17 | -3 |
| 3   | Dania      | 1   | 12 | 15 | -3 |

### Grupa II

#### Mecze
| RFN            | 10:8 | Austria |
| Czechosłowacja | 12:3 | Austria |
| Czechosłowacja | 10:4 | RFN     |

#### Tabela
| Poz | Kraj           | Pkt | BZ | BS | BB  |
| --- | -------------- | --- | -- | -- | --- |
| 1   | Czechosłowacja | 4   | 22 | 7  | +15 |
| 2   | RFN            | 2   | 14 | 18 | -4  |
| 3   | Austria        | 0   | 11 | 22 | -11 |

## Faza finałowa

### Mecz o 5. miejsce
| Dania | 10:6 | Austria |

### Mecz o 3. miejsce
| Jugosławia | 9:6 | RFN |

### Finał
| Czechosłowacja | 7:1 | Węgry |